# Саринян, Гоарик Багдасаровна
Гоарик Багдасаровна Саринян (арм. Գոհարիկ Բաղդասարի Սարինյան, азерб. Qoarik Baqdasarovna Sarinyan; 1 мая 1914, Зангезурский уезд — ?) — советская кокономотальщица, Герой Социалистического Труда (1960).

## Биография
Родилась 1 мая 1914 года в селе Гюткюм Зангезурского уезда Елизаветпольской губернии (ныне село Гекануш Сюникской области Армении).
С 1932 года трудилась в кокономотальном цехе Карабахского шелкомотального комбината, город Степанакерт.
Указом Президиума Верховного Совета СССР от 7 марта 1960 года, в ознаменование 50-летия Международного женского дня, за выдающиеся достижения в труде и особо плодотворную общественную деятельность, Саринян Гоарик Багдасаровне присвоено звание Героя Социалистического Труда с вручением ордена Ленина и золотой медали «Серп и Молот».
Активно участвовала в общественной жизни Азербайджана. Член КПСС с 1945 года. Делегат XXII съезда КПСС. Член ЦК КП Азербайджана в 1962 году.
Проживала в селе Сейдишен Аскеранского района Нагорно-Карабахской автономной области.